# Sunil Dutt
Pour les articles homonymes, voir Dutt.
Sunil Dutt, né Balraj Dutt, est un acteur, réalisateur et producteur indien, né le 6 juin 1929 à Jhelum, (Inde britannique aujourd'hui au Pakistan), et décédé le 25 mai 2005 à Bombay en Inde d'une attaque cardiaque.

Il fut marié à Nargis, une actrice de 1959 à 1981, date de sa mort. Ils eurent trois enfants : Sanjay Dutt, Namrata et Priya Dutt.
Il était très engagé dans la politique de son pays, d'ailleurs un des premiers cinéastes à s'y engager. En 1984, il rejoint le Parti du Congrès et fut élu cinq fois membre du parlement indien au sein de la Lok Sabha.

## Filmographie
- 1955 : Railway Platform
- 1955 : Kundan
- 1956 : Rajdhani
- 1956 : Kismet Ka Khel
- 1956 : Ek Hi Raasta
- 1957 : Paayal
- 1957 : Mother India
- 1958 : Sadhna
- 1958 : Post Box 999
- 1959 : Sujata
- 1959 : Insan Jaag Utha
- 1959 : Didi
- 1960 : Usne Kaba Tha
- 1960 : Hum Hindustani
- 1960 : Ek Phool Char Kaante
- 1960 : Duniya Jhukti Hai
- 1961 : Chhaya (en)
- 1962 : Main Chup Rahungi
- 1962 : Jhoola
- 1963 : Yeh Rastey Hain Pyar Ke
- 1963 : Nartakee
- 1963 : Laissez-moi vivre (Mujhe Jeene Do)
- 1963 : Gumrah
- 1963 : Aaj Aur Kal
- 1964 : Yaadein
- 1964 : Ghazal
- 1964 : Beti Bete
- 1965 : Waqt
- 1965 : Khandaan
- 1966 : Mera Saaya
- 1966 : Gaban
- 1966 : Amrapali
- 1967 : Milan
- 1967 : Mehrban
- 1967 : Hamraaz
- 1968 : Sadhu Aur Shaitaan
- 1968 : Padosan
- 1968 : Gaurî (en)
- 1969 : Pyaasi Sham
- 1969 : Meri Bhabhi
- 1969 : Jwala
- 1969 : Chirag
- 1969 : Bhai Bahen
- 1970 : Darpan
- 1970 : Bhai-Bhai
- 1971 : Reshma Aur Shera
- 1971 : Jwala
- 1972 : Zindagi Zindagi
- 1972 : Zameen Aasmaan
- 1972 : Jai Jwala
- 1973 : Man Jeete Jag Jeet
- 1973 : Heera
- 1974 : Pran Jaye Par vachan Na Jaye
- 1974 : Kora Badan
- 1974 : Geeta Mera Naam
- 1974 : Dukh Bhanjan Tera Naam
- 1974 : 36 chante
- 1975 : Umar Qaid
- 1975 : Himalay Se Ooncha
- 1975 : Zakhmee
- 1976 : Nehle Pe Dehla
- 1976 : Nagin
- 1977 : Sat Sri Akal
- 1977 : Paapi
- 1977 : Ladki Jawan Ho Gayi
- 1977 : Gyaniji
- 1977 : Darinda
- 1977 : Charandas
- 1977 : Aakhri Goli
- 1978 : Ram Kasam
- 1978 : Kaala Aadmi
- 1978 : Daku Aur Jawan
- 1979 : Salaam Memsaab
- 1979 : Muqabla
- 1979 : Jaani Dushman
- 1979 : Ahimsa
- 1980 : Yari Dushmani
- 1980 : Lahu Pukarega
- 1980 : ganga Aur Suraj
- 1980 : Ek Gunah Aur Sahi
- 1980 : Shaan
- 1981 : Rocky
- 1982 : Dard Ka Rishta
- 1982 : Badla Ki Aag
- 1984 : Yaadon Ki Zanjeer
- 1984 : raaj Tilak
- 1984 : Laïla (en)
- 1985 : Faasle
- 1986 : Mangai Dada
- 1986 : Kala Dhanda Goray Log
- 1987 : Watan Ke Rakhwale
- 1988 : Dharamyudh
- 1991 : Yeh Aag Kab Bujhegi
- 1991 : Pratigyabadh
- 1991 : Hai Mmeri Jaan
- 1991 : Kurbaan
- 1992 : Virodhi
- 1993 : Phool
- 1993 : Kshatriya
- 1993 : Parampara
- 2003 : Munna Bhai M.B.B.S.

## Récompenses
- 1964 : Filmfare Awards, prix du meilleur acteur pour Mujhe Jeene Do
- 1966 : Filmfare Awards, prix du meilleur acteur pour Khandaan
- 1972 : Berlinale, nommé au Lion d'or pour Reshma Aur Shera
- 1996 : Filmfare Awards, prix pour l'ensemble de sa carrière